# Otterön (naturreservat)
Otterön är ett naturreservat i  Tanums socken i Tanums kommun i Bohuslän. Reservatet som ingår i EU-nätverket Natura 2000 omfattar ön Otterön med omgivande vatten utom bebyggelsen på öns östra sida. Reservatet förvaltas av västkuststiftelsen.
Tack vare de kalkhaltiga jordarna har ön en mycket rik flora med flera sällsynta orkidéer såsom Jungfru Marie nycklar, brudsporre och honungsblomster. I övrigt karakteriseras ön av hällmarker och ljunghedar med lövskog på dalsidorna. Det finns intressanta fornlämningar på ön; ett bronsåldersröse och en kopia av den märkliga Röstenen med den längsta urnordiska runskrift som påträffats. Originalet finns på Historiska museet i Stockholm.